# Leptotarsus (Chlorotipula) holochlorus angustior
Leptotarsus (Chlorotipula) holochlorus angustior is een ondersoort van de tweevleugelige Leptotarsus (Chlorotipula) holochlorus uit de familie langpootmuggen (Tipulidae). De ondersoort komt voor in het Australaziatisch gebied.